# Pairie du Royaume-Uni
La pairie du Royaume-Uni comprend la plupart des titres créés dans le Royaume-Uni de Grande-Bretagne et d'Irlande après l'Acte d'Union (1800). En 1801, la pairie de Grande-Bretagne fut remplacée par la pairie du Royaume-Uni. De nouveaux pairs continuèrent d'être créés dans la pairie d'Irlande jusqu'à la formation de l'État libre d'Irlande en 1922.
Jusqu'à l'adoption de l'Acte de la Chambre des lords (1999), tous les pairs de Grande-Bretagne pouvaient siéger à la Chambre des lords.
Les rangs de la pairie de Grande-Bretagne sont duc, marquis, comte (« earl »), vicomte et baron.
Les tableaux des pairs du Royaume-Uni sont listés dans des articles séparés. Leurs titres d'importance supérieure ou égale dans d'autres pairies y sont mentionnés.

## Histoire

### Duc -(Duke)
- Titre subsidiaire.

| Titres             | Création        | Titulaire (« Sa Grâce »)                                          | Devise                     | Monarque     | Blason |
| ------------------ | --------------- | ----------------------------------------------------------------- | -------------------------- | ------------ | ------ |
| Duc d'Argyll       | 21 juin 1701    | Lord Torquhil Campbell, 13e Duc d'Argyll né le 29 mai 1968        | « NE OBLIVISCARIS »        | Anne         |        |
| Duc de Fife        | 24 avril 1900   | Lord David Carnegie, 4e Duc de Fife né le 3 mars 1961             | « VIRTUTE ET OPERA »       | Victoria     |        |
| Duc de Gordon      | 13 janvier 1876 | Lord Charles Gordon-Lennox, 6e Duc de Gordon né le 8 janvier 1955 | « POUR Y PARVENIR »        | Victoria     |        |
| Duc de Sutherland  | 14 janvier 1833 | Lord Francis Egerton, 7e Duc de Sutherland né le 18 février 1940  | « SIC DONEC »              | Guillaume IV |        |
| Duc de Wellington  | 3 mai 1814      | Lord Charles Wellesley, 9e Duc de Wellington né le 19 août 1945   | « VIRTUTIS FORTUNA COMES » | George III   |        |
| Duc de Westminster | 27 février 1874 | Lord Hugh Grosvenor, 7e Duc de Westminster né le 29 janvier 1991  | « VIRTUS NON STEMMA »      | Victoria     |        |

### Marquis -(Marquess)
- Titre subsidiaire.

| Titres                       | Création          | Titulaire (« Le Plus Honorable »)                                          | Devise                             | Monarque     | Blason |
| ---------------------------- | ----------------- | -------------------------------------------------------------------------- | ---------------------------------- | ------------ | ------ |
| Marquis d'Aberdeen et Temair | 4 janvier 1916    | Lord George Gordon, 8e Marquis d'Aberdeen et Temair né le 4 mai 1983       | « FORTUNA SEQUATUR »               | George V     |        |
| Marquis d'Abergavenny        | 14 janvier 1876   | Lord Christopher Nevill, 6e Marquis de Abergavenny né le 23 avril 1955     | « NE VILE VELIS »                  | Victoria     |        |
| Marquis d'Ailesbury          | 17 juillet 1821   | Lord David Brundenell-Bruce, 9e Marquis d'Ailesbury né le 12 novembre 1952 | « THINK AND THANK »                | George IV    |        |
| Marquis d'Ailsa              | 10 septembre 1831 | Lord David Kennedy, 9e Marquis de Ailsa né le 3 juillet 1958               | « AVISE LA FIN »                   | Guillaume IV |        |
| Marquis d'Anglesey           | 4 juillet 1815    | Lord Charles Paget, 8e Marquis d'Anglesey né le 13 novembre 1950           | « PER IL SUO CONTRARIO »           | George III   |        |
| Marquis de Bristol           | 30 juillet 1826   | Lord Frederick Hervey, 8e Marquis de Bristol né le 19 octobre 1979         | « JE N'OUBLIERAY JAMAIS »          | George IV    |        |
| Marquis Camden               | 7 septembre 1812  | Lord David Pratt, 6e Marquis Camden né le 13 août 1930                     | « JUDICIUM PARIUM AUT LEX TERRÆ »  | George III   |        |
| Marquis de Cholmondeley      | 22 novembre 1815  | Lord David Cholmondeley, 7e Marquis de Cholmondeley né le 27 juin 1960     | « CASSIS TUTISSIMA VIRTUS »        | George III   |        |
| Marquis d'Exeter             | 4 février 1801    | Lord Michael Cecil, 8e Marquis d'Exeter né le 1er septembre 1935           | « COR UNUM VIA UNA »               | George III   |        |
| Marquis de Linlithgow        | 23 octobre 1902   | Lord Adrian Hope, 4e Marquis de Linlithgow né le 1er juillet 1946          | « AT SPES NON FRCTA »              | Édouard VII  |        |
| Marquis de Milford Haven     | 7 novembre 1917   | Lord George Mountbatten, 4e Marquis de Milford Haven né le 6 juin 1961     | « IN HONOUR BOUND »                | George V     |        |
| Marquis de Normanby          | 25 juin 1838      | Lord Constantine Phipps, 5e Marquis de Normanby né le 24 février 1954      | « VIRTUTE QUIES »                  | Victoria     |        |
| Marquis de Northampton       | 7 septembre 1812  | Lord Spencer Compton, 7e Marquis de Northampton né le 2 avril 1946         | « JE NE CHERCHE QU'UN »            | George III   |        |
| Marquis de Reading           | 7 mai 1926        | Lord Simon Isaacs, 4e Marquis de Reading né le 18 mai 1942                 | « AUT NUNQUAM TENTES AUT PERFICE » | George V     |        |
| Marquis de Wellington        | 3 octobre 1812    | Lord Charles Wellesley, 9e Marquis de Wellington né le 19 août 1945        | « VIRTUTIS FORTUNA COMES »         | George III   |        |
| Marquis de Westminster       | 13 septembre 1831 | Lord Hugh Grosvenor, 7e Marquis de Westminster né le 29 janvier 1991       | « VIRTUS NON STEMMA »              | Guillaume IV |        |
| Marquis de Zetland           | 22 août 1892      | Lord Mark Dundas, 4e Marquis de Zetland né le 28 décembre 1937             | « ESSAYEZ »                        | Victoria     |        |

### Comte -(Earl)
- Titre subsidiaire.

| Titres                        | Création          | Titulaire (« Le Très Honorable »)                                                | Devise                                           | Monarque     | Blason |
| ----------------------------- | ----------------- | -------------------------------------------------------------------------------- | ------------------------------------------------ | ------------ | ------ |
| Comte Alexander de Tunis      | 14 mars 1952      | Lord Shane Alexander, 2e Comte Alexander de Tunis né le 30 juin 1935             | « MARE, PER TERRAS, PER ASTRA »                  | Élisabeth II |        |
| Comte Attlee                  | 16 décembre 1955  | Lord John Attlee, 3e Comte Attlee né le 3 octobre 1956                           | « LABOR VINCIT OMNIA »                           | Élisabeth II |        |
| Comte Baldwin de Bewdley      | 8 juin 1937       | Lord Edward Baldwin, 4e Comte Baldwin de Bewdley né le 3 janvier 1938            | « WITH THE HELP OF MY GOD I LEAP OVER THE WALL » | George VI    |        |
| Comte de Rosslyn              | 21 avril 1801     | Lord Peter St Clair-Erskine, 7e Comte de Rosslyn né le 31 mars 1958              | « ILLÆSO LUMINE SOLEM »                          | George III   |        |
| Comte d'Onslow                | 19 juin 1801      | Lord Rupert Onslow, 8e Comte d'Onslow né le 16 juin 1967                         | « FESTINA LENTE »                                | George III   |        |
| Comte de Craven               | 18 juin 1801      | Lord Benjamin Craven, 9e Comte de Craven né le 13 juin 1989                      | « VIRTUS IN ACTIONE CONSISTIT »                  | George III   |        |
| Comte de Romney               | 22 juin 1801      | Lord Julian Marsham, 8e Comte de Romney né le 28 mars 1948                       | « QUO FATA VOCANT »                              | George III   |        |
| Comte de Chichester           | 23 juin 1801      | Lord John Pelham, 9e Comte de Chichester né le 14 avril 1944                     | « VINCIT AMOR PATRIÆ »                           | George III   |        |
| Comte Cairns                  | 27 septembre 1878 | Lord Simon Cairns, 6e Comte Cairns né le 27 mai 1939                             | « EFFLORESCO »                                   | Victoria     |        |
| Comte Temple de Stowe         | 17 septembre 1822 | Lord James Temple-Gore-Langton, 9e Comte Temple de Stowe né le 11 septembre 1955 | « TEMPLA QUA DILECTA »                           | George IV    |        |
| Comte Mountbatten de Birmanie | 28 octobre 1947   | Lord Norton Knatchbull, 3e Comte Mountbatten de Birmanie né le 8 octobre 1947    | « IN HONOUR BOUND »                              | George VI    |        |
| Comte de Gowrie               | 8 janvier 1945    | Lord Grey Ruthven, 2e Comte de Gowrie né le 26 novembre 1939                     | « DEID SCHAW »                                   | George VI    |        |
| Comte de Wilton               | 26 juin 1801      | Lord Francis Grosvenor, 8e Comte de Wilton né le 8 février 1934                  | « VIRTUS NON STEMMA »                            | George III   |        |
| Comte de Powis                | 14 mai 1804       | Lord John Herbert, 8e Comte de Powis né le 19 mai 1952                           | « UNG JE SERVIRAY »                              | George III   |        |
| Comte Nelson                  | 20 novembre 1805  | Lord Simon Nelson, 10e Comte Nelson né le 21 septembre 1971                      | « UPALMAM QUI MERUIT FERAT »                     | George III   |        |
| Comte Grey                    | 11 avril 1806     | Lord Philip Grey, 7e Comte Grey né le 11 mai 1940                                | « DE BON VOULOIR SERVIR LE ROY »                 | George III   |        |
| Comte de Lonsdale             | 7 avril 1807      | Lord Hugh Lowther, 8e Comte de Lonsdale né le 27 mai 1949                        | « MAGISTRATUS INDICAT VIRUM »                    | George III   |        |
| Comte de Harrowby             | 19 juillet 1809   | Lord Conroy Ryder, 8e Comte de Harrowby né le 18 mars 1951                       | « SERVATA FIDES CINERI »                         | George III   |        |
| Comte d'Iddesleigh            | 3 juillet 1885    | Lord John Northcote, 5e Comte d'Iddesleigh né le 15 février 1957                 | « CHRISTI CRUX EST MEA LUX »                     | Victoria     |        |
| Comte de Wellington           | 28 février 1812   | Lord Charles Wellesley, 9e Comte de Wellington né le 19 août 1945                | « VIRTUTIS FORTUNA COMES »                       | George III   |        |
| Comte de Mulgrave             | 7 septembre 1812  | Lord Constantine Phipps, 6e Comte de Mulgrave né le 24 février 1954              | « VIRTUTE QUIES »                                | George III   |        |

### Vicomte -(Viscount)
- Titre subsidiaire.

| Titres                     | Création         | Titulaire (« Le Très Honorable »)                                      | Devise                                 | Monarque   | Blason |
| -------------------------- | ---------------- | ---------------------------------------------------------------------- | -------------------------------------- | ---------- | ------ |
| Vicomte Addison            | 6 juillet 1945   | Lord William Addison, 4e Vicomte Addison né le 13 juin 1945            | « SERVIRE EST VIVERE »                 | George VI  |        |
| Vicomte Alexander de Tunis | 14 mars 1952     | Lord Shane Alexander, 2e Vicomte Alexander de Tunis né le 30 juin 1935 | « MARE, PER TERRAS, PER ASTRA »        | George VI  |        |
| Vicomte Allenby            | 7 octobre 1919   | Lord Henry Allenby, 4e Vicomte Allenby né le 29 juillet 1968           | « FIDE ET LABORE »                     | George V   |        |
| Vicomte St Vincent         | 27 avril 1801    | Lord Edward Jervis, 8e Vicomte St Vincent né le 12 mai 1951            | « THUSS »                              | George III |        |
| Vicomte Curzon             | 27 février 1802  | Lord Thomas Curzon, 9e Vicomte Curzon né le 22 octobre 1994            | « LET CURZON HOLDE WHAT CURZON HELDE » | George III |        |
| Vicomte Melville           | 24 décembre 1802 | Lord Robert Dundas, 10e Vicomte Melville né le 23 avril 1984           | « QUOD POTUI PERFECI »                 | George III |        |
| Vicomte Sidmouth           | 12 janvier 1805  | Lord Jeremy Addington, 8e Vicomte Sidmouth né le 29 juillet 1947       | « LIBERTAS SUB REGE PIO »              | George III |        |
| Vicomte Anson              | 17 février 1806  | Lord Thomas Anson, 8e Vicomte Anson né le 20 mai 2011                  | « NIL DESPERANDUM »                    | George III |        |

### Baron -(Baron)
- Titre subsidiaire.

| Titres           | Création          | Titulaire (« Le Très Honorable »)                               | Devise                   | Monarque     | Blason |
| ---------------- | ----------------- | --------------------------------------------------------------- | ------------------------ | ------------ | ------ |
| Baron Aberconway | 4 février 1801    | Lord Henry McLaren, 4e Baron Aberconway né le 26 mai 1948       | « BI'SE MAC NA CROMAIG » | George V     |        |
| Baron Aberdare   | 23 août 1873      | Lord Alastair Bruce, 5e Baron Aberdare né le 2 mai 1947         | « OFNER NA OFNE ANGAU »  | Victoria     |        |
| Baron Abinger    | 12 juin 1835      | Lord James Scarlett, 9e Baron Abinger né le 28 mai 1959         | « SUIS STAT VIRBUS »     | Guillaume IV |        |
| Baron Acheson    | 18 septembre 1847 | Lord Charles Acheson, 5e Baron Acheson né le 13 juillet 1942    | « VIGILANTIBUS »         | Victoria     |        |
| Baron Acton      | 11 mai 1869       | Lord John Lyon-Dalberg-Acton, 5e Baron Acton né le 19 août 1966 | « DEO ADJURANTE »        | Victoria     |        |

## Titres éteints
La liste comprend les titres éteints dans la pairie du Royaume-Uni, les titres soulignés ne sont pas des titres subsidiaires ; elle ne reprend pas les titres dormants, suspendus ou confisqués.
Duc
- Duc de Buckingham (1889)
- Duc de Cleveland (1891)

Marquis
- Marquis de Breadalbane (1922)
- Marquis de Cambridge (1981)
- Marquis de Carisbrooke (1960)
- Marquis de Chandos (1889)
- Marquis de Cleveland (1891)
- Marquis de Crewe (1945)
- Marquis de Curzon (1925)
- Marquis de Dalhousie (1860)
- Marquis de Dufferin et Ava (1988)
- Marquis de Hastings (1868)
- Marquis de Lincolnshire (1928)
- Marquis de Macduff (1912)
- Marquis de Ripon (1923)

Comte
- Comte d'Alexander (1965)
- Comte d'Amherst (1993)
- Comte d'Ancaster (1983)
- Comte d'Athlone (1957)
- Comte d'Auckland (1849)
- Comte d'Ava (1988)
- Comte d'Avon (1985)
- Comte de Bath (1808)
- Comte de Beaconsfield (1881)
- Comte de Beauchamp (1979)
- Comte de Berkhamsted (1960)
- Comte de Bessborough (1993)
- Comte de Birkenhead (1985)
- Comte de Brassey (1919)
- Comte de Brownlow (1921)
- Comte de Buxton (1934)
- Comte de Camperdown (1933)
- Comte de Canning (1862)
- Comte de Carrington (1928)
- Comte de Cave (1938)
- Comte de Crewe (1945)
- Comte de Curzon (1925)
- Comte de Dartrey (1933)
- Comte de de Grey (1923)
- Comte de Montalt (1905)
- Comte de Dudley (1833)
- Comte de Dufferin (1988)
- Comte d'Egerton (1909)
- Comte d'Ellenborough (1871)
- Comte d'Eltham (1981)
- Comte de Falmouth (1852)
- Comte de Farquhar (1923)
- Comte de Feversham (1963)
- Comte de Fife (1912)
- Comte de FitzHardinge (1857)
- Comte d'Inverness (1843)
- Comte de Jowitt (1957)
- Comte de Kent (1900)
- Comte de Kilmuir (1967)
- Comte de Kitchener (2011)
- Comte de Lathom (1930)
- Comte de Londesborough (1937)
- Comte de Loreburn (1923)
- Comte de Madeley (1945)
- Comte Manvers (1955)
- Comte de Midleton (1979)
- Comte de Munster (2000)
- Comte de Northbrook (1929)
- Comte d'Orford (1931)
- Comte d'Ormelie (1922)
- Comte de Ravensworth (1904)
- Comte de Rawdon (1868)
- Comte de Redesdale (1886)
- Comte de Ripon (1923)
- Comte Roberts (1955)
- Comte St Maur (1885)
- Comte Somers (1883)
- Comte Sondes (1996)
- Comte de Sussex (1942)
- Comte Sydney (1890)
- Comte de Tipperary (1904)
- Comte d'Ulster (1900)
- Comte Wavell (1953)
- Comte Whitworth (1825)
- Comte de Willingdon (1979)
- Comte d'Ypres (1988)

Vicomte
- Vicomte Alanbrooke (2018)
- Vicomte Alexander (1965)
- Vicomte Alford (1921)
- Vicomte Alverstone (1915)
- Vicomte Amory (1981)
- Vicomte Baring (1929)
- Vicomte Beaconsfield (1872)
- Vicomte Bennett (1947)
- Vicomte Beresford (1854)
- Vicomte Bertie de Thame (1954)
- Vicomte Birkenhead (1985)
- Vicomte Bracken (1958)
- Vicomte Bruce (1967)
- Vicomte Bryce (1922)
- Vicomte Burnham (1933)
- Vicomte Buxton (1934)
- Vicomte Byng dee Vimy (1935)
- Vicomte Canning (1862)
- Vicomte Canterbury (1941)
- Vicomte Cardwell (1886)
- Vicomte Cave (1928)
- Vicomte Cecil (1958)
- Vicomte Chaplin (1981)
- Vicomte Cherwell (1957)
- Vicomte Churchill (1902)
- Vicomte Cilcennin (1960)
- Vicomte Clandeboye (1988)
- Vicomte Crookshank (1961)
- Vicomte Cross (2004)
- Vicomte Cunningham (1963)
- Vicomte D'Abernon (1941)
- Vicomte Dawson (1945)
- Vicomte Dunedin (1942)
- Vicomte Dunsford (1979)
- Vicomte Eastnor (1883)
- Vicomte Eden (1985)
- Vicomte Ednam (1833)
- Vicomte Elibank (1962)
- Vicomte Elmley (1979)
- Vicomte Eversley (1888)
- Vicomte Farquhar (1923)
- Vicomte Finlay (1945)
- Vicomte Fitzalan (1962)
- Vicomte FitzClarence (2000)
- Vicomte French (1988)
- Vicomte Furneaux (1985)
- Vicomte Furness (1995)
- Vicomte Gladstone (1930)
- Vicomte Goderich (1923)
- Vicomte Gort (1946)
- Vicomte Greenwood (2003)
- Vicomte Grey (1933)
- Vicomte Haldane (1928)
- Vicomte Hall (1985)
- Vicomte Harcourt (1979)
- Vicomte Helmsley (1963)
- Vicomte Hewart (1964)
- Vicomte Holmesdale (1993)
- Vicomte Horne (1940)
- Vicomte Hudson (1963)
- Vicomte Hughenden (1881)
- Vicomte Hyndley (1963)
- Vicomte Hythe (1919)
- Vicomte Ingleby (2008)
- Vicomte Jowitt (1957)
- Vicomte Keith (1823)
- Vicomte Keren (1954)
- Vicomte Kilmuir (1967)
- Vicomte Lake (1848)
- Vicomte Lambert (1999)
- Vicomte Launceston (1960)
- Vicomte Lee (1947)
- Vicomte Leverhulme (2000)
- Vicomte Llandaff (1913)
- Vicomte Loudoun (1868)
- Vicomte Lyons (1887)
- Vicomte Maugham (1981)
- Vicomte Milner (1925)
- Vicomte Monsell (1993)
- Vicomte Morley (1923)
- Vicomte Muirshiel (1992)
- Vicomte Nelson (1805)
- Vicomte Northallerton (1981)
- Vicomte Northcliffe (1922)
- Vicomte Novar (1934)
- Vicomte Nuffield (1963)
- Vicomte Ossington (1873)
- Vicomte Oxenbridge (1898)
- Vicomte Pirrie (1924)
- Vicomte Plumer (1944)
- Vicomte Ponsonby (1855)
- Vicomte Portal (1971)
- Vicomte Radcliffe (1977)
- Vicomte Raincliffe (1937)
- Vicomte Ratendon (1979)
- Vicomte Rhondda (1958)
- Vicomte Ruffside (1958)
- Vicomte St Pierre (1955)
- Vicomte Salford (1909)
- Vicomte Sandhurst (1921)
- Vicomte Sankey (1948)
- Vicomte Sherbrooke (1892)
- Vicomte Simonds (1971)
- Vicomte Snowden (1937)
- Vicomte Southam (1871)
- Vicomte Southwood (1946)
- Vicomte Stevenage (1957)
- Vicomte Stratford (1880)
- Vicomte Sumner (1934)
- Vicomte Templewood (1959)
- Vicomte Throwley (1996)
- Vicomte Tonypandy (1997)
- Vicomte Tredegar (1949)
- Vicomte Trematon (1957)
- Vicomte Wakefield (1941)
- Vicomte Ward de Witley (1988)
- Vicomte Watkinson (1995)
- Vicomte Wavell (1954)
- Vicomte Wendover (1928)
- Vicomte Whitelaw (1999)
- Vicomte Whitworth (1825)
- Vicomte Willingdon (1979)
- Vicomte Wolseley (1936)
- Vicomte Wolverhampton (1943)

Baron
- Baron Abercromby (1924)
- Baron Abertay (1940)
- Baron Adams (1960)
- Baron Adbaston (1825)
- Baron Adrian (1995)
- Baron Ailwyn (1988)
- Baron Airedale (1996)
- Baron Airey (1881)
- Baron Alcester (1895)
- Baron Alington (1940)
- Baron Allen (1939)
- Baron Allerton (1991)
- Baron Alness (1955)
- Baron Alvanley (1857)
- Baron Alverstone (1915)
- Baron Amesbury (1832)
- Baron Ammon (1960)
- Baron Amulree (1983)
- Baron Annesley (1949)
- Baron Anslow (1933)
- Baron Archibald (????)
- Baron Arden (2011)
- Baron Ardilaun (1915)
- Baron Arklow (1919)
- Baron Armaghdale (1924)
- Baron Armitstead (1915)
- Baron Armstrong (1900)
- Baron Armstrong (1987)
- Baron Arnold (1945)
- Baron Ashfield, Baron (1948)
- Baron Ashton (1930)
- Baron Askwith (1942)
- Baron Atholstan (1938)
- Baron Austin (1941)
- Baron Aveland (1983)
- Baron Badeley (1951)
- Baron Balfour (2013)
- Baron Barnby (1982)
- Baron Barrogill (1899)
- Baron Barrymore (1925)
- Baron Bateman (1931)
- Baron Battersea (1907)
- Baron Bayford (1940)
- Baron Beauchamp (1979)
- Baron Beauvale (1853)
- Baron Belstead (2005)
- Baron Bennett (1957)
- Baron Beresford (1854)
- Baron Beresford (1919)
- Baron Bertie (1954)
- Baron Beveridge (1963)
- Baron Bexley (1851)
- Baron Bilsland (1970)
- Baron Bingley (1947)
- Baron Birkenhead (1985)
- Baron Blachford (1889)
- Baron Blackford (1988)
- Baron Blythswood (1940)
- Baron Bolsover (1977)
- Baron Bottesford (1941)
- Baron Bowes (1820)
- Baron Boyd-Orr (1971)
- Baron Braintree (1961)
- Baron Brampton (1907)
- Baron Bramwell (1892)
- Baron Brand (1963)
- Baron Brassey (1919)
- Baron Breadalbane (1922)
- Baron Brecon (1976)
- Baron Brooke (1944)
- Baron Brotherton (1930)
- Baron Brougham (1868)
- Baron Broughshane (2006)
- Baron Broughton (1869)
- Baron Buckland (1928)
- Baron Burdett-Coutts (1906)
- Baron Burghclere (1921)
- Baron Burton (1909)
- Baron Butler (1820)
- Baron Byng (1935)
- Baron Cable (1927)
- Baron Campion (1958)
- Baron Carlingford (1898)
- Baron Carmichael (1926)
- Baron Carysfort (1909)
- Baron Castletown (1937)
- Baron Cautley (1946)
- Baron Chalmers (1938)
- Baron Channing (1926)
- Baron Charlemont (1892)
- Baron Charnwood (1955)
- Baron Chatfield (2007)
- Baron Chattisham (1945)
- Baron Cherwell (1957)
- Baron Cheylesmore (1985)
- Baron Clanbrassil (1897)
- Baron Clandeboye (1988)
- Baron Clauson (1946)
- Baron Clements (1952)
- Baron Clermont (1887)
- Baron Cloncurry (1929)
- Baron Clyde (1863)
- Baron Cohen (1977)
- Baron Colborne (1854)
- Baron Colchester (1919)
- Baron Colebrooke (1939)
- Baron Collingwood (1810)
- Baron Colonsay (1874)
- Baron Conesford (1974)
- Baron Connemara (1902)
- Baron Conway (1937)
- Baron Cooper (1955)
- Baron Cope (1946)
- Baron Courtauld-Thomson (1954)
- Baron Courthorpe (1955)
- Baron Courtney of Penwith (1918)
- Baron Cozens-Hardy (1975)
- Baron Cranworth (1868)
- Baron Crewe (1894)
- Baron Culloden (1904)
- Baron Cunningham (1963)
- Baron Currie (1906)
- Baron Cushenden ( 1934)
- Baron D'Abernon (1941)
- Baron Dalhousie (1860)
- Baron Dalling (1872)
- Baron Dalziel (1928)
- Baron Danesfort (1935)
- Baron Dartrey (1933)
- Baron Daryngton (1994)
- Baron Davidson (1930)
- Baron Dawson (1945)
- Baron De Freyne (1856)
- Baron De Tabley (1895)
- Baron de Vesci (1903)
- Baron Desart (1934)
- Baron Desborough (1945)
- Baron Dewar (1930)
- Baron Dinorben (1852)
- Baron Donington (1927)
- Baron Dorchester (1963)
- Baron Douglas (1965)
- Baron Dover (1899)
- Baron Dovercourt (1961)
- Baron Doverdale (1949)
- Baron Downham (1920)
- Baron Drumalbyn (1987)
- Baron Dugan (1951)
- Baron Dukeston (1948)
- Baron Dunedin (1942)
- Baron Dunfermline (1868)
- Baron Duveen (1939)
- Baron Ebbisham (1991)
- Baron Egerton (1958)
- Baron Elphinstone (1860)
- Baron Eltisley (1942)
- Baron Emly (1932)
- Baron Emmott (1926)
- Baron Ennisdale (1963)
- Baron Ennishowen (1883)
- Baron Ernle (1937)
- Baron Erroll (2000)
- Baron Erskine (1995)
- Baron Eslington (1904)
- Baron Essendon (1978)
- Baron Estcourt (1915)
- Baron Evans (1963)
- Baron Evershed (1966)
- Baron Eversley (1928)
- Baron Faber (1920)
- Baron Fairfield (1945)
- Baron Fairhaven (1966)
- Baron Farnborough (1886)
- Baron Farquhar (1923)
- Baron Farrer (1964)
- Baron Field (1907)
- Baron Fife (1857)
- Baron Fingall (1984)
- Baron Finlay (1945)
- Baron FitzGerald (1843)
- Baron FitzHardinge (1916)
- Baron FitzMaurice (1935)
- Baron FitzWalter (1875)
- Baron Fleck (1968)
- Baron Forster (1972)
- Baron Fraser (1981)
- Baron Fraser (1987)
- Baron Furness (1995)
- Baron Furnival (1849)
- Baron Fyfe (1967)
- Baron Gambier (1833)
- Baron Gardner (1883)
- Baron Gladstone (1935)
- Baron Gladwyn (2017)
- Baron Glanely (1942)
- Baron Glantawe (1915)
- Baron Glenavy (1984)
- Baron Glenelg (1866)
- Baron Glenesk (1908)
- Baron Glenlyon (1957)
- Baron Glenravel (1937)
- Baron Glentanar (1971)
- Baron Glyn (1960)
- Baron Godber (1976)
- Baron Godolphin (1964)
- Baron Greene (1952)
- Baron Greenhill (2020)
- Baron Greville (1987)
- Baron Grey (1885)
- Baron Hailes (1974)
- Baron Hailey (1959)
- Baron Haldon (1939)
- Baron Haliburton (1907)
- Baron Hamilton (1868)
- Baron Hammond (1890)
- Baron Hanmer (1881)
- Baron Hatherley (1881)
- Baron Haversham (1917)
- Baron Henderson (1950)
- Baron Heneage (1967)
- Baron Herries (1908)
- Baron Herschell (2008)
- Baron Hewart (1964)
- Baron Heyworth (1974)
- Baron Hill (1842)
- Baron Hillingdon (1982)
- Baron Hirst (1943)
- Baron Hobhouse (1904)
- Baron Holden (1951)
- Baron Hood (1901)
- Baron Horder (1997)
- Baron Hore-Belisha (1957)
- Baron Horne (1929)
- Baron Houghton (1945)
- Baron Howden (1873)
- Baron Howth (1909)
- Baron Hungarton (1966)
- Baron Hunsdon (1884)
- Baron Hurcomb (1975)
- Baron Hutchison (1950)
- Baron Hyndley (1963)
- Baron Ilford (1974)
- Baron Ilkeston (1952)
- Baron Illingworth (1942)
- Baron Inman (1979)
- Baron Inverchapel (1951)
- Baron Inverclyde (1957)
- Baron Invernairn (1936)
- Baron Islington (1936)
- Baron Ismay (1965)
- Baron Jackson (1954)
- Baron James (1911)
- Baron Jessel (1990)
- Baron Jowitt (1957)
- Baron Keane (1901)
- Baron Keith (1867)
- Baron Kelhead (1894)
- Baron Kelvin (1907)
- Baron Kenmare (1952)
- Baron Kenry (1926)
- Baron Kesteven (1915)
- Baron Keynes (1946)
- Baron Kingsdown (1867)
- Baron Kingston (1869)
- Baron Kinnaird (1997)
- Baron Kinnear (1917)
- Baron Kintore (1966)
- Baron Kirkley (1935)
- Baron Kitchener (1916)
- Baron Knaresborough (1929)
- Baron Knightley (1895)
- Baron Kylsant (1937)
- Baron Lake (1848)
- Baron Lambourne (1928)
- Baron Lambury (1967)
- Baron Lamington (1951)
- Baron Lanerton (1880)
- Baron Lang (1945)
- Baron Langdale (1851)
- Baron Lauderdale (1863)
- Baron Lawrence (1927)
- Baron Lawson (1965)
- Baron Lee (1947)
- Baron Leighton (1896)
- Baron Leith (1925)
- Baron Leverhulme (2000)
- Baron Lingen (1905)
- Baron Lisgar (1876)
- Baron Lismore (1898)
- Baron Lister (1912)
- Baron Llangattock (1916)
- Baron Llanover (1867)
- Baron Llewellin (1957)
- Baron Lloyd (1985)
- Baron Loch (1991)
- Baron Lochee (1911)
- Baron Loreburn (1923)
- Baron Ludlow (1922)
- Baron Lugard (1945)
- Baron Lurgan (1991)
- Baron Lyell (2017)
- Baron Lyle (1976)
- Baron Lyndhurst (1863)
- Baron Lynedoch (1843)
- Baron Lyons (1887)
- Baron Mabane (1969)
- Baron Macauley (1859)
- Baron Macdonald (2002)
- Baron MacDonnell (1925)
- Baron Maenan (1951)
- Baron Magheramorne (1957)
- Baron Malcolm (1902)
- Baron Mamhead (1945)
- Baron Marjoribanks (1873)
- Baron Marks (1938)
- Baron Marley (1990)
- Baron Marshall (1936)
- Baron Masham (1924)
- Baron Mathers (1956)
- Baron McCorquodale (1971)
- Baron McEntee (1953)
- Baron Melbourne (1853)
- Baron Melchett (2018)
- Baron Melrose (1858)
- Baron Meredyth (1929)
- Baron Merriman (1962)
- Baron Metcalfe (1846)
- Baron Michelham (1984)
- Baron Mildmay (1950)
- Baron Milford (1857)
- Baron Milner (1925)
- Baron Monckton (1971)
- Baron Moore (1892)
- Baron Morrison (1997)
- Baron Mount Stephen (1921)
- Baron Mount Temple (1939)
- Baron Muir Mackenzie (1930)
- Baron Muncaster (1917)
- Baron Murray (1920)
- Baron Newlands (1929)
- Baron Nicholson (1918)
- Baron Norman (1950)
- Baron Normanbrook (1967)
- Baron Northcliffe (1922)
- Baron Northcote (1911)
- Baron Nuffield (1963)
- Baron Nugent (1973)
- Baron Nuneham (1979)
- Baron O'Brien (1914)
- Baron Olivier (1943)
- Baron Ormathwaite (1984)
- Baron Ormonde (1997)
- Baron Overstone (1883)
- Baron Overtoun (1908)
- Baron Panmure (1874)
- Baron Passfield (1947)
- Baron Pauncefote (1902)
- Baron Peckover (1919)
- Baron Penshurst (1869)
- Baron Pentland (1984)
- Baron Penzance (1899)
- Baron Percy (1958)
- Baron Perry (1956)
- Baron Pethick-Lawrence (1961)
- Baron Pirbright (1903)
- Baron Pirrie (1924)
- Baron Playfair (1939)
- Baron Plender (1946)
- Baron Plumer (1944)
- Baron Ponsonby (1866)
- Baron Pontypridd (1927)
- Baron Portal (1990)
- Baron Portsea (1948)
- Baron Prudhoe (1865)
- Baron Queenborough (1949)
- Baron Quibell (1962)
- Baron Quickswood (1956)
- Baron Raby (1891)
- Baron Radcliffe (1977)
- Baron Ramsden (1955)
- Baron Rank (1972)
- Baron Ranksborough (1921)
- Baron Rathmore (1919)
- Baron Rawlinson (1925)
- Baron Reay (1921)
- Baron Redesdale (1886)
- Baron Rendel (1913)
- Baron Rhayader (1939)
- Baron Rhondda (1958)
- Baron Riddell (1934)
- Baron Rivers (1880)
- Baron Robartes (1974)
- Baron Roberts (1914)
- Baron Robins (1962)
- Baron Robinson (1952)
- Baron Robson (1918)
- Baron Roe (1923)
- Baron Romilly (1983)
- Baron Rookwood (1902)
- Baron Rosmead (1933)
- Baron Ross (1890)
- Baron Rossie (1878)
- Baron Rotherham (1950)
- Baron Roundway (1944)
- Baron Rowton (1903)
- Baron Royden (1950)
- Baron Rushcliffe (1949)
- Baron Rusholme (1977)
- Baron Rutherford (1937)
- Baron Saint Audries (1971)
- Baron Saint Helens (1839)
- Baron Saint Helier (1905)
- Baron Saint Just (1984)
- Baron Saint Leonards (1985)
- Baron Salter (1975)
- Baron Sanderson (1923)
- Baron Sanderson (1939)
- Baron Sandford (1893)
- Baron Sankey (1948)
- Baron Schuster (1956)
- Baron Seaforth (1923)
- Baron Seaton (1955)
- Baron Sefton (1972)
- Baron Segrave (1857)
- Baron Shand (1904)
- Baron Shandon (1930)
- Baron Sheffield (1909)
- Baron Sherwood (1970)
- Baron Shute (1990)
- Baron Simonds (1971)
- Baron Skene (1912)
- Baron Snell (1944)
- Baron Solway (1837)
- Baron Somerhill (1916)
- Baron Southborough (1992)
- Baron Southwark (1929)
- Baron Southwood (1946)
- Baron Stalbridge (1949)
- Baron Stamfordham (1931)
- Baron Stanmore, Baron (1957)
- Baron Sterndale (1923)
- Baron Stevenson (1926)
- Baron Stowell (1836)
- Baron Strachie (1973)
- Baron Strang (2014)
- Baron Strathclyde (1928)
- Baron Strathcona (1914)
- Baron Strathnairn (1885)
- Baron Strathspey (1884)
- Baron Strickland (1940)
- Baron Stuart (1926)
- Baron Stuart de Decies (1874)
- Baron Stuart de Rothesay (1845)
- Baron Sydenham (1841)
- Baron Sydenham (1933)
- Baron Sysonby (2009)
- Baron Tadcaster (1846)
- Baron Talbot (1973)
- Baron Taunton (1869)
- Baron Taylour (1962)
- Baron Tenterden (1939)
- Baron Tewkesbury (2000)
- Baron Thomond (1808)
- Baron Thomson (1930)
- Baron Thring (1907)
- Baron Tovey (1971)
- Baron Tredegar (1962)
- Baron Trent (1956)
- Baron Treowen (1933)
- Baron Truro (1899)
- Baron Turnour (1962)
- Baron Tweedmouth (1935)
- Baron Tyrrell (1947)
- Baron Uvedale (1974)
- Baron Vansittart (1957)
- Baron Wakefield (1941)
- Baron Wakefield (1983)
- Baron Waleran (1966)
- Baron Walkden (1951)
- Baron Wallace (1844)
- Baron Wandsworth (1912)
- Baron Wantage (1901)
- Baron Wardington (2019)
- Baron Wargrave (1936)
- Baron Waring (1940)
- Baron Warrington (1937)
- Baron Waveney (1886)
- Baron Wavertree (1933)
- Baron Weardale (1923)
- Baron Webb-Johnson (1958)
- Baron Weeks (1960)
- Baron Welby (1915)
- Baron Wenlock (1932)
- Baron Wenman (1870)
- Baron Wensleydale (1868)
- Baron Wester Wemyss (1933)
- Baron Western (1844)
- Baron Weston-super-Mare (1965)
- Baron Whitburgh (1967)
- Baron Williams (1966)
- Baron Willingdon (1979)
- Baron Wilmot (1964)
- Baron Winmarleigh (1892)
- Baron Winster (1961)
- Baron Winterstoke (1911)
- Baron Wittenham (1931)
- Baron Wolseley (1913)
- Baron Woodbridge (1949)
- Baron Woolavington (1935)
- Baron Wyfold (1999)
- Baron Ystwyth (1935)